# 13-я бригада оперативного назначения НГУ «Хартия»
13-я бригада оперативного назначения «Хартия» — военное формирование Национальной гвардии Украины.
После начала российского вторжения в 2022 году в Харькове было создано ДФТГ «Хартия». Подразделение участвовало в боях за Харьков и под Харьковом. Зимой 2022 воевал под Бахмутом. В начале 2023 года переформирован в 13-ю бригаду НГУ.

## История
После начала российского вторжения в 2022 году в Харькове было создано добровольное формирование территориального общества «Хартия» . Его создал и возглавил Всеволод Кожемяко— бизнесмен, 88 место среди 100 самых богатых украинцев 2020 года по данным Forbes. Войну он встретил в Альпах, но вернулся в Украину для защиты города. В подразделении были преимущественно харьковчане, но есть и уроженцы Луганска, Мариуполя и Бердянска.
В конце апреля— в начале мая 2022 года ГФТХ «Хартия», находясь в составе 127-й бригады ТРО, участвовала вместе с другими подразделениями сил обороны Украины в освобождении села Русская Лозовая возле Харькова .
В сентябре «Хартия» освобождала Харьковщину в рамках Слобожанского контрнаступления ВСУ. В ноябре батальон участвовал в боях вблизи села Коломыйчиха на Сватовском направлении в Луганской области.
С декабря 2022 года подразделение «Хартія» участвовало в боях за Бахмут .
В марте 2023 года подразделение «Хартия» вошло в ряды Национальной гвардии Украины и стало основой 13-й бригады оперативного назначения НГУ «Хартия» .

## Командование
- (2022-2023) Кожемяко Всеволод Сергеевич
- (с 2023) полковник Оболенский Игорь Георгиевич [9][10]

## Потери
- Черных Владислава Валентиновна («Аида»), 28.06.1994-28.12.2022 [11]
- Косяк Андрей Витальевич («Казак»), 01.01.1971-15.01.2023
- Стахов Тарас Владимирович («Стах»), 18.01.2004-15.01.2023
- Мац Вадим, младший лейтенант, командир 1-го экипажа разведывательно ударных беспилотных авиационных комплексов. Погиб в ночь с 26 на 27 декабря 2023, когда во время выполнения боевого задания в с. Серебрянка Донецкой области вражеская управляемая авиабомба попала в блиндаж [12] .

## Известные персоны в составе бригады
- Сергей Жадан— писатель, поэт, фронтмен группы «Жадан и Собаки» . Присоединился к рядам бригады в марте 2024 года [13] .

## Чествование
6 декабря 2022 года Жадан и Собаки презентовали песню «Хартия. Марш.» о добровольном формировании «Хартия» и городе Харькове.

## Традиции

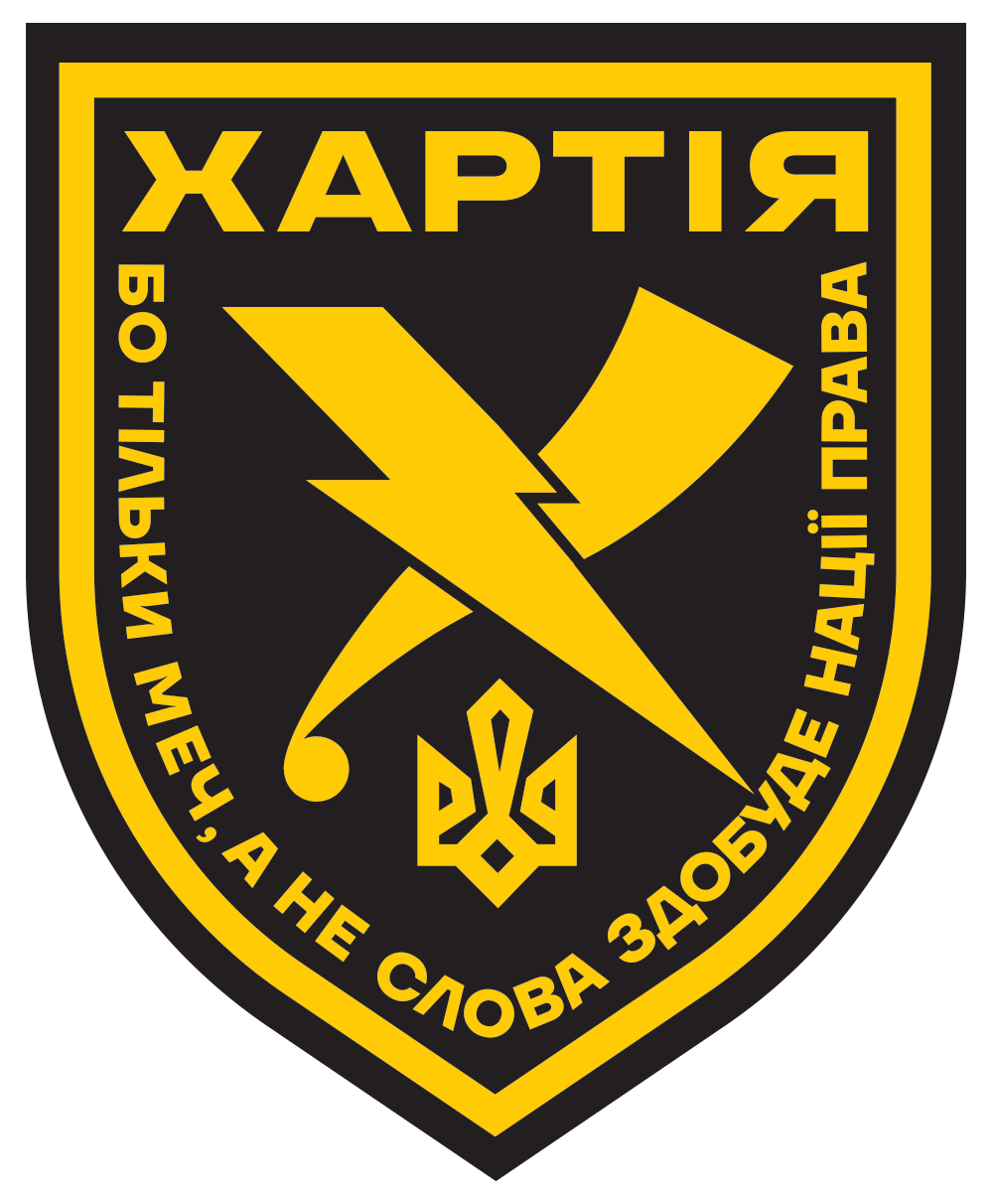
Эмблема ДФТГ "Хартия" (2022-2023)